# La mujer dorada
La mujer dorada es una telenovela mexicana que se transmitió por el Canal 4 de Telesistema Mexicano (hoy el Canal de las Estrellas de Televisa) en 1964, con episodios con duración de 30 minutos. Fue producida por Ernesto Alonso y protagonizada por Amparo Rivelles.

## Sinopsis
Máximo (Enrique Rambal), un hombre que se está curando de dipsomanía, se encuentra en la sala de espera de un sanatorio a una mujer, Elvira (Amparo Rivelles) que por una extraña enfermedad tiene el cutis dorado. Ella está acusada de un crimen y se dispone a confesarlo a Máximo.

## Elenco
- Amparo Rivelles – Elvira
- Enrique Rambal – Máximo
- Rita Macedo – Hilda
- Guillermo Murray - Félix
- Andrea López – Patricia
- Enrique Álvarez Félix - Alfonso
- Enrique Lizalde – Lucio
- Emilia Carranza – Pantera
- Manolo García – Borrego
- José Antonio Cossío – Faquir

## Producción
- Historia original: Hugo Argüelles
- Adaptación: Hugo Argüelles
- Productor general: Ernesto Alonso[3]

## Otros datos
- La telenovela está grabada en blanco y negro.
- Estuvo bajo la producción de Telesistema Mexicano S.A.